# Anton-Bruckner-Ring
Der Anton-Bruckner-Ring ist eine Auszeichnung des „Vereins Anton Bruckner der Wiener Symphoniker“. Diesem gehören sämtliche Orchestermusiker und Freunde der Wiener Symphoniker an. Verliehen wird der Ring nach 25-jähriger Orchesterzugehörigkeit an Musiker sowie an bedeutende Persönlichkeiten aus Kultur und Politik.
Die Idee hinter der Auszeichnung geht mutmaßlich auf den ehemaligen ersten Cellisten des Sinfonieorchesters und Präsidenten des Bruckner-Fonds Lucian Horowitz (1879–1944) zurück. Horowitz, der nach dem „Anschluss“ Österreichs 1938 seine Stelle verlor, wurde 1942 in das KZ Theresienstadt deportiert und kam 1944 im KZ Auschwitz um.

## Träger des Bruckner-Rings (unvollständig)
- 1925 Volkmar Andreae
- 1933 Ludwig Werba
- 1936 Oswald Kabasta
- 1950 Felix Hurdes
- 1951 Karl Honay
- 1961 Ernst Bär, Rudolf Gamsjäger, Julius Wachter
- 1962 Karl Böhm, Egon Hilbert
- 1963 Robert Stolz
- 1964 Robert Kolisko, Albert Mitringer
- 1967 Bruno Marek
- 1969 Gertrude Fröhlich-Sandner
- 1970 Walter Rhomberg, Karl Tizian, Karl Trötzmüller
- 1976 Herbert Keßler
- 1978 Oscar Deleglise, Carlo Maria Giulini, Fritz Mayer
- 1980 Fritz Delabro, Eugen Jochum, Wolfgang Sawallisch
- 1981 Ernst Knava, Lovro von Matačić
- 1984 Jürg Schaeftlein
- 1987 Franz Mrkvicka
- 1990 Georges Prêtre
- 1991 Helmut Zilk
- 1992 Alfred Wopmann
- 1996 Rudolf Buchbinder, Siegfried Gasser, Martin Purtscher, Günter Rhomberg, Horst Stein
- 1997 Rainer Bischof
- 1999 Nikolaus Harnoncourt
- 2007 Fabio Luisi